# Автошлях М 25
Автошля́х М 25 — автомобільний шлях міжнародного значення в Україні. Проходить територією Закарпатської області через Соломоново — Чоп — Велику Добронь — Косино (пункт контролю) — Яноші. Загальна довжина — 59,6 км.
Дана нумерація набула чинності з 1 січня 2013 року.

## Маршрут
Автошлях проходить через такі населені пункти:
| Автошлях М 25                      |                 |
| Закарпатська область               |                 |
| Ужгородський район                 |                 |
| Соломоново                         |                 |
| Чоп                                | E573М06         |
| Тисаашвань                         |                 |
| Демечі                             |                 |
|                                    | Т 0701          |
| Велика Добронь                     | М24             |
| Берегівський район                 |                 |
| Батьово                            | Т 0715          |
| Батрадь                            |                 |
| Шом                                |                 |
| Косонь                             | Т 0731          |
| під'їзд до Косино (пункт контролю) |                 |
| Мукачівський район                 |                 |
| Чомонин                            | Т 0710          |
| Баркасово                          | Т 0715Т 0731    |
| Берегівський район                 |                 |
| Гут                                |                 |
| Яноші                              | E58E81Р54Т 0707 |